# Albert Vogt
Albert Vogt właśc. François Charles Albert Vogt (ur. 5 sierpnia 1874 w Genewie, zm. 4 października 1942) – szwajcarski historyk, bizantynolog.

## Życiorys
Po święceniach kapłańskich w 1899, studiował w Paryżu pod kierunkiem bizantynisty Charlesa Diehla. W latach 1910–1921 wykładał na Uniwersytecie we Fryburgu. Zajmował się badaniem bizantyńskich tekstów.
Był inicjatorem Dictionnaire d’histoire et de géographie ecclésiastiques.
W 1910 roku założył czasopismo "Analecta Gallicana, Revue d’Histoire de l’Eglise de France".

## Publikacje
- Basile Ier, empereur de Byzance (867-886), et la civilisation byzantine à la fin du IXe siècle. Paris, 1908.
- Vie de S. Luc le stylite, "Analecta Bollandiana" 28(1909), s.5–56
- Le théâtre à Byzance et dans l'empire du IVe au XIIIe siècle I. Le théâtre profane, Bordeaux 1932.
- Oraison funèbre de Basile I par son fils Léon VI le Sage, Roma 1932.
- Constantin VII Porphyrogénète, Le Livre des cérémonies, t.1-2, Paris 1935–1939.
- L'hippodrome de Constantinople, "Byzantion" 10 (1935), s.471–488.